# Acampe
Acampe Lindl., 1853 è un genere di orchidee della sottofamiglia Epidendroideae (tribù Vandeae sottotribù Aeridinae).

## Descrizione
Il genere comprende specie epifite o raramente litofite, con fusti rampicanti a crescita monopodiale (ossia con un solo "piede" vegetativo), privi di pseudobulbi, dotati di robuste radici aeree e foglie coriacee opposte.

Possiedono corte infiorescenze ascellari che raggruppano piccoli fiori molto profumati, con petali e sepali di colore dal bianco crema al giallo, con striature rosso-brunastre; il labello è a forma di sacco, di colore bianco, orlato di rosso alla base, con un corto sperone; il gimnostemio è corto e contiene due masse polliniche cerose.

## Distribuzione e habitat
Il genere è diffuso prevalentemente nella zona tropicale dell'Asia (India, Sud-est asiatico, Cina, Filippine e Nuova Guinea); una sola specie (A. pachyglossa) è diffusa nell'Africa tropicale (Zaire, Angola, Malawi, Kenya, Tanzania, Mozambico, Zambia, Zimbabwe, Swaziland e Sudafrica), in Madagascar e nelle isole Comore e Seychelles.

## Tassonomia
Comprende le seguenti specie:
- Acampe carinata (Griff.) Panigrahi
- Acampe cephalotes Lindl.
- Acampe hulae Telepova
- Acampe joiceyana  (J.J.Sm.) Seidenf.
- Acampe ochracea (Lindl.) Hochr.
- Acampe pachyglossa Rchb.f.
- Acampe praemorsa (Roxb.) Blatt. & McCann